# René Taubenrauch
René Taubenrauch (* 31. Januar 1974 in Erfurt) ist ein ehemaliger deutscher Eisschnellläufer über die Langstrecken.
René Taubenrauch startete bis 1989 für den SC Turbine Erfurt, danach für den Eissportclub Erfurt. Trainiert wurde er von Stephan Gneupel. Seit 1987 war er im Jugendbereich der DDR aktiv.
Erste internationale Erfahrungen sammelte er bei der Juniorenweltmeisterschaft 1993 in Baselga di Pinè, wo er in der Gesamtwertung den fünften und über 5000 m den ersten Platz belegte. Sein Debüt im Eisschnelllauf-Weltcup gab er gegen Ende der Saison 1992/93 in Inzell, wo er 26. über 5000 Meter wurde. Ein Jahr später kam er beim Weltcupfinale in Heerenveen über 5000 Meter als Siebter erstmals unter die besten Zehn. Wiederum ein Jahr später verpasste er in Inzell als Viertplatzierter erstmals nur knapp um einen Rang das Podium. 1999 musste er sich in Berlin bei einem Rennen über 5000 Meter nur noch Ids Postma und Bart Veldkamp geschlagen geben und erreichte seine einzige Podiumsplatzierung. In der Saison 1998/99 belegte er in der Gesamtwertung der Langstrecken des Weltcups Platz sechs.
Bei Einzelstreckenweltmeisterschaften startete Taubenrauch erstmals 1999 in Heerenveen und wurde Siebter über 10.000 und Zehnter über 5000 Meter. 2004 wurde er in Seoul erneut Siebter über 10.000 Meter, über 5000 Meter erreichte er Rang 12. 2005 wurde er 23. über 5000 Meter in Inzell. Bei Allround-Weltmeisterschaften belegte Taubenrauch 1994 in Göteborg Rang neun, 1995 wurde er in Baselga di Pinè Elfter. Höhepunkte der Karriere waren die Teilnahmen an den Olympischen Winterspielen 1998 in Nagano und 2002 in Salt Lake City. 1998 startete er über drei Strecken: über 1500 Meter belegte er Platz 38., wurde Sechster über 5000 Meter und Elfter über 10.000 Meter. 2002 wurde er nach einem Sturz über 5000 Meter nur 32. und damit Letzter.
1995, 1998 und 2000 gewann Taubenrauch die deutschen Meistertitel über 5000 Meter, 1995 zudem über 10.000 Meter. Er stellte insgesamt fünf deutsche Rekorde auf.